# I'm Using You 'Cause I Like You
I'm Using You 'Cause I Like You is de veertiende aflevering van het tiende seizoen van het tienerdrama Beverly Hills, 90210, die voor het eerst werden uitgezonden op 19 januari 2000.

## Plot
Matt heeft nu een verplichte vakantie door de schorsing en besteed die tijd in een sportschool en Kelly. Kelly vraagt aan hem of hij met een conciërge genaamd Everardo kan praten, Everardo is door zijn rug gegaan op zijn werk en wil zijn baas aanklagen maar Matt vertelt hem dat hij deze zaak niet kan doen omdat hij geschorst is en Everardo neemt hem dit niet in dank af. Matt besluit dan toch om voor hem op te komen en spreekt af met de advocaat van de baas. Kelly zegt hem op te letten dat hij hiermee geen problemen krijgt. Matt komt later een oude vriendin tegen die ook advocaat is en sinds kort ook lid van de ethiekcommissie, zij heeft gehoord dat Matt bezig is met een zaak en wil hem waarschuwen. Ondanks de waarschuwing gaat Matt door met de zaak en dan wordt hij toch aangegeven en krijgt een maand extra schorsing. Ondertussen is Kelly aan het nadenken wat zij wil in de toekomst en besluit dat zij niet haar hele leven in de boetiek wil werken en vertelt Donna dat zij eruit wil stappen.
Noah is nog steeds aan het feesten met zijn nieuwe vrienden, deze groep is ook niet vies van drugsgebruik. Op een avond rijden zij met een limousine naar de club en Dylan en Gina rijden dan ook met hen mee, later neemt Dylan de limousine mee met Gina en wordt dan aangehouden door de politie en die vinden drugs in de auto en zo wordt Dylan gearresteerd. De politie wil dat Dylan de naam geeft van wie de drugs zijn, na lang nadenken geeft Dylan dit en dat vinden de vrienden niet zo leuk en zoeken Dylan op.
Nu David en Donna vrijgezel zijn besluiten zij samen een club op te richten voor zielige vrijgezellen en zoeken elkaar op om elkaar te troosten. Donna ontmoet een leuke man, Jerry, in haar boetiek en spreken af om samen uit te gaan, hun eerste afspraak verloopt niet helemaal vlekkeloos maar het komt toch weer goed en hebben het leuk samen totdat de vrouw van hem op komt dagen. David wordt gekoppeld aan een vriendin van Matt, Chrissy, die ook advocaat is, maar deze relatie houdt ook geen lange tijd stand.
Steve en Janet zijn druk aan het zoeken naar een kindermeisje en zij komen erachter dat er een aantal vreemde mensen op aarde rondlopen. Uiteindelijk vinden zij Darby, een leuke jonge meid die Steve wel ziet zitten. Zij komt heel degelijk over maar schijn bedriegt, als zij samen met Noah een afspraakje hebben dan komt Noah erachter dat zij een wilde meid is en hebben dan samen seks in de auto. Steve komt erachter dat hij met haar op de universiteit heeft gezeten en volgens hem hebben zij toen samen seks gehad en het valt hem zwaar tegen dat Darby dit niet meer weet.

## Rolverdeling
- Jennie Garth - Kelly Taylor
- Ian Ziering - Steve Sanders
- Brian Austin Green - David Silver
- Tori Spelling - Donna Martin
- Luke Perry - Dylan McKay
- Joe E. Tata - Nat Bussichio
- Lindsay Price - Janet Sosna
- Daniel Cosgrove - Matt Durning
- Vanessa Marcil - Gina Kincaid
- Vincent Young - Noah Hunter
- Danny Mora - Everardo
- Steve Wilder - Jerry
- Tina Morasco - Kimberly (vrouw van Jerry)
- Jesse Hoffman - Shane Oliver
- Sydney Penny - Josie Oliver
- Robyn Bliley - Chrissy
- Jill Bennett - Darby Shahan
- Charles Walker - inspecteur Stone